# Вибух залізничного потяга з нафтою в Канаді
45°34′40″ пн. ш. 70°53′06″ зх. д. / 45.577777777778° пн. ш. 70.885° зх. д.
Вибух залізничного потяга з нафтою в Канаді стався увечері 6 липня 2013 року у містечку Лак-Мегантик, розташованому у Східних кантонах канадської провінції Квебек. Потяг, що належить компанії The Montreal, Maine and Atlantic Railway і перевозив 73 цистерни з сирою нафтою, видобутою на родовищі Баккен, зійшов із рейок. В результаті кілька цистерн спалахнули і вибухнули.
Відомо про 42 загиблих, ще 5 осіб вважаються зниклими безвісти і вважаються загиблими. Внаслідок пожежі, що охопила місто, понад 30 будівель у центральній його частині (приблизно половина будівель у центрі міста) знищено.

## Передумови аварії
У жовтні 2012 року на тепловозі GE C30-7 № 5017 при прискореному ремонті дизельного двигуна застосували епоксидні матеріали. Основною причиною була дрібнокомерційна гіперекономія. При подальшій експлуатації ці матеріали зруйнувалися, тепловоз почав сильно диміти. Випливаючі паливно-мастильні матеріали накопичувалися в корпусі турбокомпресора, що в ніч аварії призвело до займання.
Склад поїзда MMA-2 був сформований на станції Кот-Сен-Люк CPR і вирушив відповідно до графіка 5 липня 2013 року. Вага поїзда становила близько 10 287 тонн за довжини 1433 метри. Потяг був сформований з 5 тепловозів, вагона управління «VB», критого вагона прикриття та 72 4-вісних цистерн неабияк застарілого типу DOT-111 з недостатньою механічною міцністю. Кожну цистерну заповнено 113 тис. літрів нафти. Від станції Фарнем поїзд прямував під керуванням єдиного машиніста Тома Хардінга. Основною причиною некомплекту персоналу була дрібнокомерційна гіперекономія.
О 23:00 поїзд зупинився на головному шляху станції Нант, де проводиться зміна локомотивної бригади. Станція Нант має бічний шлях, обладнаний скидачем, але використовувати його було не можна, тому що шлях зазвичай був зайнятий порожніми вагонами для місцевої фабрики. Зазвичай поїзди основного трафіку на головних коліях не залишали, але це не було прямо заборонено. Машиніст зв'язався з диспетчером і повідомив про неполадки з дизелем під час прямування, і сильний чорний і білий вихлоп. Розв'язання проблеми з тепловозом відклали до ранку. Станція Нант розташована на ухилі 1,2 % у бік Лак-Мегантика. 4 з 5 локомотивів заглушили, а несправний № 5017 — залишили заведеним на ніч для роботи компресора та підтримання тиску в гальмівній магістралі. На поїзді були задіяні ручні гальма, проте машиніст задіяв гальма на недостатній кількості вагонів і неправильно зробив пробу гальм при залишенні поїзда. Прилад контролю пильності на локомотиві не підключили до гальмівної системи.
Машиніст поїхав на таксі ночувати до готелю до міста Лак-Мегантик. Дорогою він сказав таксисту, що планує зв'язатися з відділенням дороги, та отримати додаткові інструкції. Поїзд із заведеним тепловозом, з незамкненою кабіною і небезпечним вантажем залишено на ніч на станції, що не обслуговується, поряд з шосе.

## Хід події
Після 22:45 очевидці, які проїжджали шосе поруч із тепловозом, спостерігали сизі хмари вихлопу з іскрами. О 23:50 до служби 911 надійшло повідомлення про пожежу на головному тепловозі. Під час гасіння, згідно з інструкціями пожежної служби, тепловоз заглушили. Вирішили не повертати машиніста назад на поїзд, а вислати до поїзда двох працівників служби колії з Лак-Мегантик. Вони не знали про те, що на цьому поїзді мають бути задіяні пневматичні гальма, тому повідомили диспетчера про те, що закріплений поїзд.
У вимкненому тепловозі не працював і компресор, і тиск у гальмівній магістралі знижувався. О 00:56 тиск у магістралі впав до рівня зриву з ручних гальм і некерований поїзд пішов ухилом на перегін до міста Лак-Мегантик. Шлях не був обладнаний засобами СЦБ, якими диспетчер міг би дізнатися про звільнення некерованого поїзда.
О 01:14 поїзд на швидкості 105 км/год, втричі більший, ніж дозволена на ділянці в центрі міста Лак-Мегантик, не увійшов у криву на роздоріжжі й розірвався на три секції. 5 локомотивів та вагон управління зупинилися на коліях за 800 метрів за місцем сходу; 63 вагони зійшли з рейок на роздоріжжі і склалися «в змійку» практично люк до люка, що потім сильно прискорило розвиток пожежі; 9 хвостових вагонів залишилися стояти за дорогами. У центральній секції відразу почалися вибухи, палаюча нафта розлилася вздовж залізниці.
Гаряча нафта потрапила до підземних комунікацій, і викликала пожежі навколо водостоків, люків та у підвалах будинків. Люди, що перебували в близькому кафе, відчули поштовхи землі, вирішили, що почався землетрус, і сховалися під столами, а потім не встигли втекти від вогневого фронту.
Через місяць фірма, якій належав аварійний склад, подала документи на банкрутство.
Ця залізнична катастрофа стала найбільш смертоносною в Канаді з 1864 року під час аварії поїзда в Мон-сен-Ілер, четвертої в канадській історії і найбільш смертоносною в Північній Америці з 1989 року, коли поїзд впав у річку Сан-Рафаель у Мексиці (тоді загинуло 112 людей).

## Довідково
Розливи нафти на землю відносно поширені. У період з 1989 по 1995 рік у Канаді повідомлялося про 3500 розливів на рік — більшість з них були відносно невеликими, хоча за законом про них слід повідомляти (Environment Canada, 1998). Близько 42 % розливів відбувалися поблизу добувних свердловин, тоді як 29 % припадали на трубопроводи, а 16 % — з автоцистерн. За цей період у нафтовидобувних районах за рік було розлито до 140 тис. т нафти через випадкові втрати та вибухи свердловин. В іншому дослідженні за період з 2000 по 2011 рік було зареєстровано в цілому 1047 розливів нафти або газопроводів Канади.

## Інтернет-ресурси
- Lives lost: Remembering Lac-Mégantic's victims [Архівовано 21 січня 2019 у Wayback Machine.], biographical sketches of those killed in the derailment, at the Montreal Gazette
- Lac-Mégantic runaway train and derailment investigation (summary version of the TSB report)
- Railway Investigation Report (long version of the TSB report)
- Lac-Mégantic MMA Train Accident — July 6, 2013. Video from TSB Canada documenting findings from the TSB investigation of the Lac-Mégantic derailment.
- Audio: Train engineer and railway company talk as Lac-Mégantic burns. Audio and text of conversations between the locomotive engineer and rail traffic controllers both before and after the derailment.
- 5 Keys to Understanding Lac-Mégantic disaster (in French, infographics)
- BOOM: North America's Explosive Oil-by-Rail Problem Investigative report and documentary video by The Weather Channel and InsideClimate NewsVIDEO — Boom: North America's Explosive Oil-by-Rail Problem